# Ангел Цолов
Ангел Лозанов Цолов (роден на 10 октомври 1990 г.) е български футболист, който играе на поста защитник. Състезател на Бдин (Видин).

## Кариера
На 17 януари 2021 е обявен за ново попълнение на Ботев (Враца). Прави дебюта си на 20 февруари 2021 г. при загубата с 3–2 като гост на Арда.

## Интересно
През 2015 г. се прочува с това, че на 15 юли спасява дете, отнесено от течението на река Дунав.